# Oligosita cycloptera
Oligosita cycloptera är en stekelart som beskrevs av Lin 1994. Oligosita cycloptera ingår i släktet Oligosita och familjen hårstrimsteklar. Inga underarter finns listade i Catalogue of Life.